# Bundesverband Deutscher Schriftsteller-Ärzte
Der Bundesverband Deutscher Schriftsteller-Ärzte e. V. (BDSÄ) ist die größte Vereinigung von schriftstellerisch tätigen Ärztinnen, Ärzten und Angehörigen anderer Heil- und Gesundheitsberufe im deutschsprachigen Raum. Der Verband wurde 1969 durch den Zusammenschluss der schleswig-holsteinischen, Hamburger und bayerischen Landesgruppen von Schriftstellerärzten gegründet und ist Mitglied im internationalen Dachverband der Schriftstellerärzte.

## Zielsetzung
Ziel des BDSÄ ist die Förderung der literarischen Tätigkeit im medizinischen und naturwissenschaftlichen Bereich sowie die Sichtbarmachung der Verbindung zwischen Medizin, Wissenschaft und Literatur in der Öffentlichkeit. Der Bundesverband Deutscher Schriftstellerärzte steht nicht nur approbierten Ärzten offen, sondern auch Angehörigen anderer Heilberufe und der sogenannten Life Sciences – darunter Apotheker, Pflegekräfte, Biochemiker, Biologen sowie Vertreter verwandter Fachrichtungen.

## Aktivitäten
Der Verband organisiert jährlich stattfindende Mitgliedertreffen mit literarischen Lesungen, Vorträgen und kulturellem Austausch. Im Jahr 2024 fand das Treffen in Fulda statt, für 2025 ist Heidelberg als Veranstaltungsort vorgesehen.
Zudem gibt der BDSÄ regelmäßig Anthologien heraus, in denen literarische Texte seiner Mitglieder veröffentlicht werden. Weitere Aktivitäten umfassen die Ausrichtung von Literaturwettbewerben sowie die Förderung des literarischen Nachwuchses.